# Гидион, Зигфрид
Зигфрид Гидион (нем. Sigfried Giedion; 14 апреля 1888, Прага — 10 апреля 1968, Цюрих) — архитектор, архитектурный критик, первый секретарь Международного конгресса современной архитектуры. Работал с таким известными архитекторами, как Ле Корбюзье, Вальтером Гропиусом и способствовал движению за новаторскую архитектуру. Оказал огромное влияние на поколение послевоенных архитекторов и развитие искусства в XX веке.

## Биография
Зигфрид Гидион родился в Праге, по национальности швейцарец. Образование получил в Мюнхене, Цюрихе и Вене. Изначально Гидион планировал стать инженером и выбрал техническую специальность, но позднее резко поменял своё направление с технического на гуманитарное. В искусствознании Гидион стал последователем Генриха Вёльфлина.

Гидион был наиболее важным и на самом деле единственным серьёзным историком архитектуры XIX и XX веков.— Джозеф Рикверт
В 1922 году Зигфрид Гидион в соавторстве с Генрихом Вёльфлином издал свою первую книгу «Позднее барокко и романтический классицизм». Она являла собой исследование об архитектурном стиле, где в формальном подходе ощущалось влияние наставника. Гидион считал неоклассицизм всего лишь «красящим веществом», отражение которого можно найти в барокко и в других периодах архитектуры.
После первой мировой войны Зигфрид Гидион обратил своё внимание на новые архитектурные течения, которые в частности искали ответы на запросы общества, которое жаждало чего-то нового. В 1923 году Гидион знакомится с Вальтером Гропиусом на выставке Баухауза, а в 1925 с Ле Корбюзье — на выставке журнала L’Esprit Nouveau в Париже. После этого совместно с Ле Корбюзье и Элен де Мандро родился Международный конгресс современной архитектуры (CIAM). Первый конгресс состоялся в 1928 году. Уже через 26 лет организация распалась, но Гидион был ей верен до конца и на протяжении всей жизни организации оставался первым генеральным секретарём.
В 1928 году Зигфрид Гидион публикует новую книгу «Строительство во Франции. Строительство с применением железа. Строительство с использованием железобетона» (нем. Bauen in Frankreich, Bauen in Eisen, Bauen in Eisenbeton), благодаря которой он по существу превратил историю в оружие для модернистов, создав для них фундамент для их поисков.
Далее в 1930 году Гидион активно публиковался в газетах и журнал с архитектурными статьями, строил дома в элитном районе Цюриха, проводил выставки, а также пытался найти себя в кинематографе. Вместе с архитектором Вернером Максом Мозером и бизнесменом Рудольфом Грабером основал фирму Wohnbedarf AG, которая занималась развитием связей между промышленным и интерьерным дизайном.
В 1941 году Гидион публикует, пожалуй, самую известную из его книг — «Пространство, время и архитектура. Развитие новой традиции» (Space, Time, and Architecture. The Growth of a New Tradition).

Катастрофический разрыв между мыслью и чувствами человека произошел примерно в одно время с отделением структуры от фасада в архитектуре XIX века. Теория о взаимосвязи пространства и времени, кубизм, кинематограф и другие феномены начала XX века были перемешаны между собой и являлись теми культурными новшествами, которые искались обществом. Эти параллельно развивающиеся культурные идеи, в конечном счете, смогут объединить «разделенное эго человека» через их прославление в современной архитектуре.— Гидион Зигфрид, Пространство, время и архитектура. Развитие новой традиции» (Space, Time, and Architecture. The Growth of a New Tradition).
Переизданный и расширенный несколько раз главный труд Зигфрида Гидиона стал настольной книгой для многих поколений студентов, который также называли Библией Гидиона. Его призывы к сохранению качеств индивидуальной жизни человека в обществе в эпоху роста мегаполисов и индустриализации социальной среды, стали важнее, чем когда-либо.
В 1948 году выходит следующая работа Гидиона «Механизация берет на себя командование» (Mechanization takes command), которая становится анонимной историей индустриализации и механизации общества с апокалипсическим заглавием. Здесь Гидион покинул архитектурное поле и обратил взоры на то, как возрастающая рационализация потребностей общества изменила сознание человека, привела к конфронтации человека с природой и самим собой.

## Научные труды
- Spätbarocker und romantischer Klassizismus, 1922
- Space, Time and Architecture: The Growth of a New Tradition, 1941. Harvard University Press, 5th edition, 2003, ISBN 0-674-83040-7
- Nine Points on Monumentality, 1943
- Mechanization Takes Command: A Contribution to Anonymous History, Oxford University Press 1948
- Walter Gropius, work and teamwork, Reinhold Pub. Co. 1954
- Architecture, You and Me: The Diary of a Development, Harvard UP 1958
- The Eternal Present, 1964
- Architecture and the Phenomenona of Transition. The Three Space Conceptions in Architecture, 1971
- Building in France, Building in Iron, Building in Ferroconcrete, Getty Research Institute, 1995, originally published in German as Bauen in Frankreich, Bauen in Eisen, Bauen in Eisenbeton (Leipzig: Klinkhardt & Biermann, 1928)